# Marne (gebied)
Marne, ook Marnsteradeel genoemd, is een gebied in Noord-Groningen, aan de waddenkust.
Het ligt rond de dorpen Ulrum, Leens en Kloosterburen. Het was een van de onderkwartieren van het oude Ommeland Hunsingo, hoewel het eerder waarschijnlijk tot Humsterland behoorde. Het gebied komt voor een groot deel overeen met de voormalige gemeente De Marne, die zijn naam dankt aan dit historische gebied.
Oorspronkelijk werd de Marne begrensd door de Hunze, die uitmondde in de buurt van het tegenwoordige Pieterburen en de Lauwers. Aan de noordzijde lag de Waddenzee, aan de zuidzijde was er geen duidelijke grens, de Marne en Humsterland werden pas rond de achtste eeuw van elkaar gescheiden toen de Lauwerszee ontstond en er een doorbraak kwam van de Lauwerszee naar de Hunze. De Marne werd daardoor een eiland. Nadat de oude Hunzemonding langzaam dichtslibde en verder ingepolderd werd ontstond er een verbinding met Hunsingo. De Marne werd vanaf toen tot die streek gerekend.
De naam is verwant aan het woord 'maar', dat water betekent.